# Ленгвіль
Ленгвіль (нім. Lengwil) — громада  в Швейцарії в кантоні Тургау, округ Кройцлінген.

## Географія
Громада розташована на відстані близько 155 км на північний схід від Берна, 23 км на схід від Фрауенфельда.
Ленгвіль має площу 8,9 км², з яких на 12,4% дозволяється будівництво (житлове та будівництво доріг), 68,8% використовуються в сільськогосподарських цілях, 18,1% зайнято лісами, 0,7% не є продуктивними (річки, льодовики або гори).

## Демографія
2019 року в громаді мешкало 1744 особи (+27,6% порівняно з 2010 роком), іноземців було 27,8%. Густота населення становила 196 осіб/км².
За віковим діапазоном населення розподілялося таким чином: 22,5% — особи молодші 20 років, 63% — особи у віці 20—64 років, 14,5% — особи у віці 65 років та старші. Було 674 помешкань (у середньому 2,6 особи в помешканні).
Із загальної кількості 875 працюючих 116 було зайнятих в первинному секторі, 164 — в обробній промисловості, 595 — в галузі послуг.